# Hauptfriedhof Koblenz

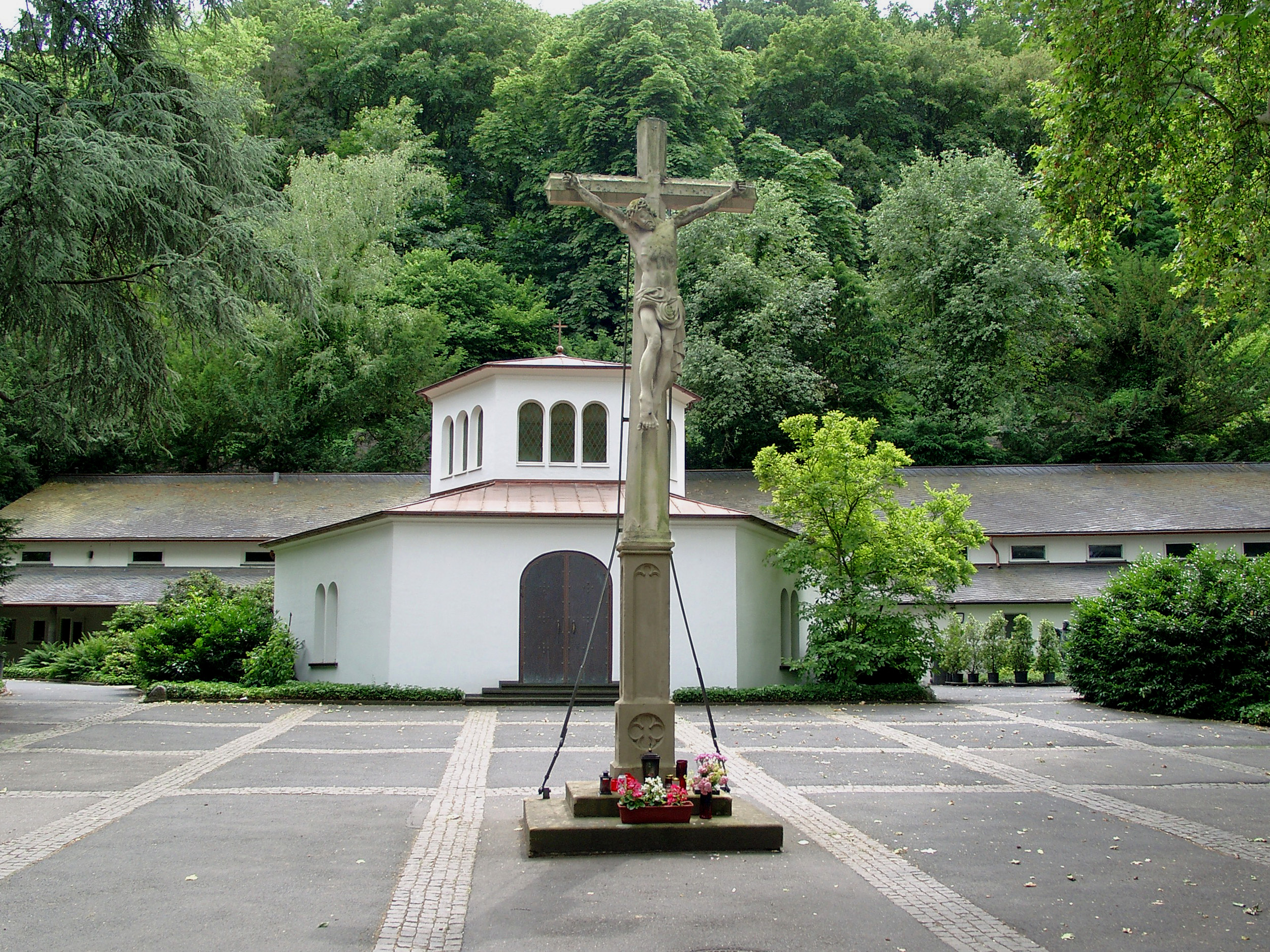
Hauptfriedhof Koblenz: Friedhofskreuz mit dahinter liegender Kapelle und Leichenhalle

Lageplan des Hauptfriedhofes Koblenz

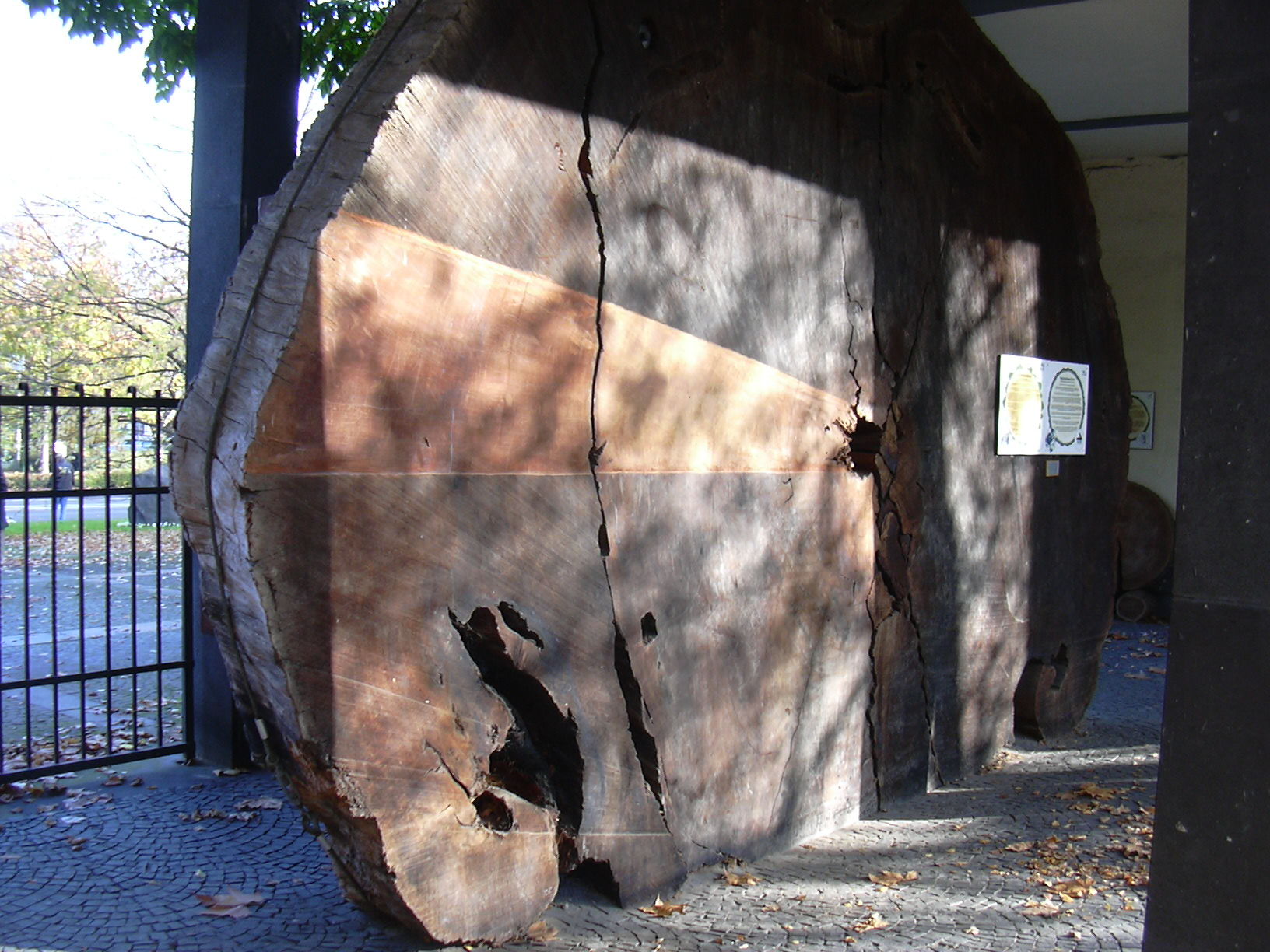
Scheibe eines Riesenmammutbaums (6 m Durchmesser) am östlichen Eingang Beatusstraße

Der Hauptfriedhof Koblenz ist mit ca. 36 ha der größte Friedhof der Stadt Koblenz und zugleich ein Landschaftspark. Die terrassenförmige Anlage liegt am Rand der Goldgrube am Nordhang zur Karthause; 1820 wurde sie eingeweiht. Dort befinden sich einige sehenswerte Grabdenkmäler aus dem 19. Jahrhundert wie seltene klassizistische Stelen und neugotische Grabmäler. Damit wie auch mit seinem alten Baumbestand und dem Arboretum Koblenz ist er Teil der Route der Welterbe-Gärten im UNESCO-Welterbe Oberes Mittelrheintal. Es ist der drittgrößte Waldfriedhof Deutschlands.

## Geschichte
Lange Zeit beerdigte die Stadt Koblenz ihre Toten rund um die Liebfrauenkirche und bei St. Kastor, was im Laufe der Jahrhunderte zu Überbelegung und unerträglichen hygienischen Verhältnissen führte. Andere Bestattungsplätze gab es noch in der Nähe von Klöstern und für die Juden außerhalb der Stadt. Auf dem Liebfrauenkirchhof wurde aus Platzmangel Erde aufgeschüttet, und die Leichen wurden übereinander bestattet. Erst am 10. Mai 1777 ordnete Kurfürst Clemens Wenzeslaus die Verlegung des Liebfrauenkirchhofes vor die Tore von Koblenz an. Der Rat der Stadt legte daraufhin 1778 einen zentralen Friedhof im Bereich des Löhrtors in der Verlängerung der heutigen Löhrstraße an, dessen Fertigstellung sich offenbar lange hinzog.
Rund 40 Jahre später wurde die Anlage eines neuen Hauptfriedhofs nötig, als ein erweiterter Befestigungsring gezogen werden sollte und das preußische Militär den Standort des Friedhofs beim Löhrtor für den Bau der Stadtbefestigung brauchte. Die erste Beisetzung auf dem neuen Friedhof am Fuß der Karthause fand am 22. Januar 1820 statt, noch vor der Weihe des Friedhofs am 28. Mai 1820. Einen Tag nach der Weihe begannen die regelmäßigen Beisetzungen.
Der Friedhof lag damals noch außerhalb der Stadt und im Schussfeld der Festungswerke. Da das Schussfeld möglichst frei bleiben sollte, waren anfangs Grabsteine, Grüfte und feste Zäune verboten (Rayongesetz). Der älteste Teil sind die heutigen Gräberfelder 3 und 4, teilweise auch 5 und 6. Die Beschränkungen mitsamt den kurzen Belegungsfristen von zehn Jahren und das Verbot einer weiteren Ausdehnung ließen sich nicht durchhalten, so dass der Friedhof schon 1833 zum ersten Mal nach Westen und Osten erweitert werden durfte und dann entlang der Beatusstraße und schließlich die Karthause hinauf wuchs. Die Platanenallee wurde Mitte des 19. Jahrhunderts angelegt. Sowohl das Wachsen der Stadt zur Großstadt als auch die Kriegsereignisse trugen zur kontinuierlichen Erweiterung des Hauptfriedhofs bei.
Ab 1916 kümmerte sich das in diesem Jahr gegründete städtische Garten- und Friedhofsamts um die Weiterentwicklung des Hauptfriedhofs. Bei den Luftangriffen auf Koblenz im Zweiten Weltkrieg wurde er 1944 schwer beschädigt, Friedhofskapelle
und die Leichenhalle wurden zerstört. Hauptangriffsziel der Alliierten war das in der Nähe liegende Bahnbetriebswerk Koblenz-Mosel. Der neue Stadtgartendirektor Hans Wilhelm Mutzbauer leitete ab 1950 die Wiederherstellung und die Neugestaltung des Geländes. Nach einer Erweiterung in den 1960er Jahren nach Südwesten Richtung Hüberlingsweg wurde hier 1969 bis 1972 eine zweite Friedhofskapelle erbaut. Die letzte Erweiterung erfolgte 1978 bis 1980 entlang der Beatusstraße.

## Merkmale
Das Gelände des Hauptfriedhofs steigt nach Süden zum Teil stark an und gibt ihm den Anschein eines Terrassenfriedhofs. Im historischen Kern des Friedhofs dominiert eine alte Platanenallee. In ihrer Achse steht das Friedhofskreuz vor der nach Plänen von Johann Claudius von Lassaulx in den Jahren 1821/22 erbauten Friedhofskapelle. Lassaulx orientierte sich bei seinem Entwurf an der sechseckigen Grundform der Matthiaskapelle über Kobern. An die Friedhofskapelle schließt sich die Leichenhalle an. Die Leichenhalle wurde von Ferdinand Nebel ausgeführt und in den Jahren 1895, 1930 und 1935 umgebaut. Nach der Kriegszerstörung wurde die Friedhofskapelle 1960 wiederaufgebaut. Dahinter entstand 1958 bis 1960 eine parallel zum Hang liegende Leichenhalle sowie an der Beatusstraße ein Verwaltungsgebäude.
Dichtes Grün mit vielen immergrünen Gehölzen prägt den Friedhof. Die Grabstätten sind ins Grün eingebettet. Wege und Gräberfelder steigen in enger Verflechtung den Hang der Karthause hinauf bis zum Hüberlingsweg, an dem eine modernere Aussegnungshalle steht.

## Ausstattung

### Gräber bekannter Persönlichkeiten

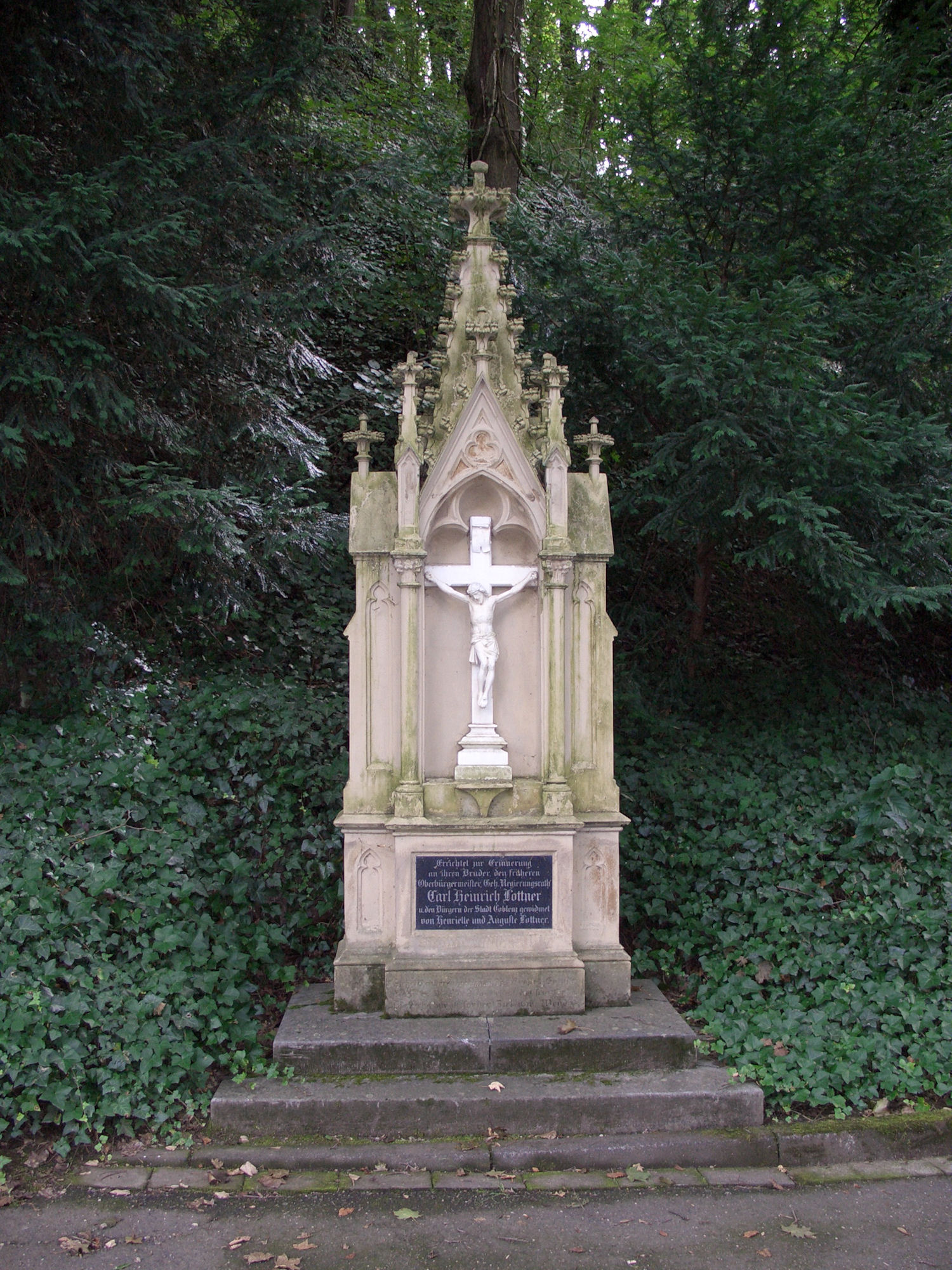
Gedenkstein für den Koblenzer Oberbürgermeister Karl Heinrich Lottner (1825–1897)

Die Grabstätten spiegeln den Umgang der Menschen mit dem Tod seit Gründung des Hauptfriedhofs ebenso wie Geschichte und Kunstgeschichte wider. Nahe dem Eingang neben dem Verwaltungsgebäude Beatusstraße sind einige Grabsteine des 18. Jahrhunderts am Weg aufgestellt, die an die Koblenzer Kirchhöfe und den Friedhof am Löhrtor erinnern. Es gibt nur wenige größere Grabanlagen, nur wenig große Grüfte und keine Grabkapellen.
Über den Friedhof verteilt, aber eher im historischen Teil konzentriert, befinden sich Gräber bedeutender Personen wie:
- Carl Albrecht, Benediktiner in Maria Laach und von 1803 bis 1832 Pfarrer der Liebfrauenkirche in Koblenz
- Peter Altmeier, Ministerpräsident von Rheinland-Pfalz
- Karl Baedeker, Verleger und Autor von Reiseführern
- Carl Clemens Bücker, Flugzeugbauer
- Franz-Josef Heyen, Historiker, Leiter der Landesarchivverwaltung, Mäzen
- August Karl von Goeben, General der Infanterie und Kommandierender General des VIII. preußischen Armee-Korps
- Moritz von Hirschfeld, General der Infanterie und Kommandierender General des VIII. preußischen Armee-Korps
- Fritz Michel, Gynäkologe, Chirurg und Verfasser wichtiger Werke zu Geschichte und Baudenkmälern von Koblenz
- Ferdinand Nebel, Architekt und Baumeister
- Max von Schenkendorf, Dichter der Freiheitskriege
- Johann Nepomuk Hubert von Schwerz, Agrarwissenschaftler
- Caroline Settegast, Wohltäterin und Mitbegründerin des katholischen Frauenvereins St. Barbara im 19. Jahrhundert
- Christian von Stramberg, Autor des „Rheinischen Antiquarius“
- Eleonore und Franz Gerhard Wegeler, mit Ludwig van Beethoven befreundete Eheleute
- Philipp Wirtgen, Botaniker

Außerdem ruhen auf dem Friedhof einige der Koblenzer Oberbürgermeister, kommandierende Generäle des in Koblenz beheimateten VIII. preußischen Armee-Korps, Angehörige verschiedener in Koblenz wirkender, zum Teil auch hier gegründeter Orden wie der Barmherzigen Brüder von Maria-Hilf. Auch der in Koblenz gebürtige amerikanische General und Diplomat Peter Joseph Osterhaus war hier bestattet. Die in einem Steilhang gelegene Grabstelle wurde 1969 durch einen Erdrutsch stark beschädigt und sieben Jahre später aufgelassen. Am 23. Juni 2012 wurde ein von der Stadt Koblenz und Osterhaus' Nachfahren finanzierter Gedenkstein oberhalb der ursprünglichen Familiengruft eingeweiht.
Wegen der Zunahme der Feuerbestattungen gibt es inzwischen größere Felder für anonyme oder namentliche Urnenbestattung. Seit einigen Jahren finden auch die früh gestorbenen Kinder, die vor oder bei der Geburt in Koblenzer Krankenhäusern starben, ihre letzte Ruhe in einem eigenen Feld.

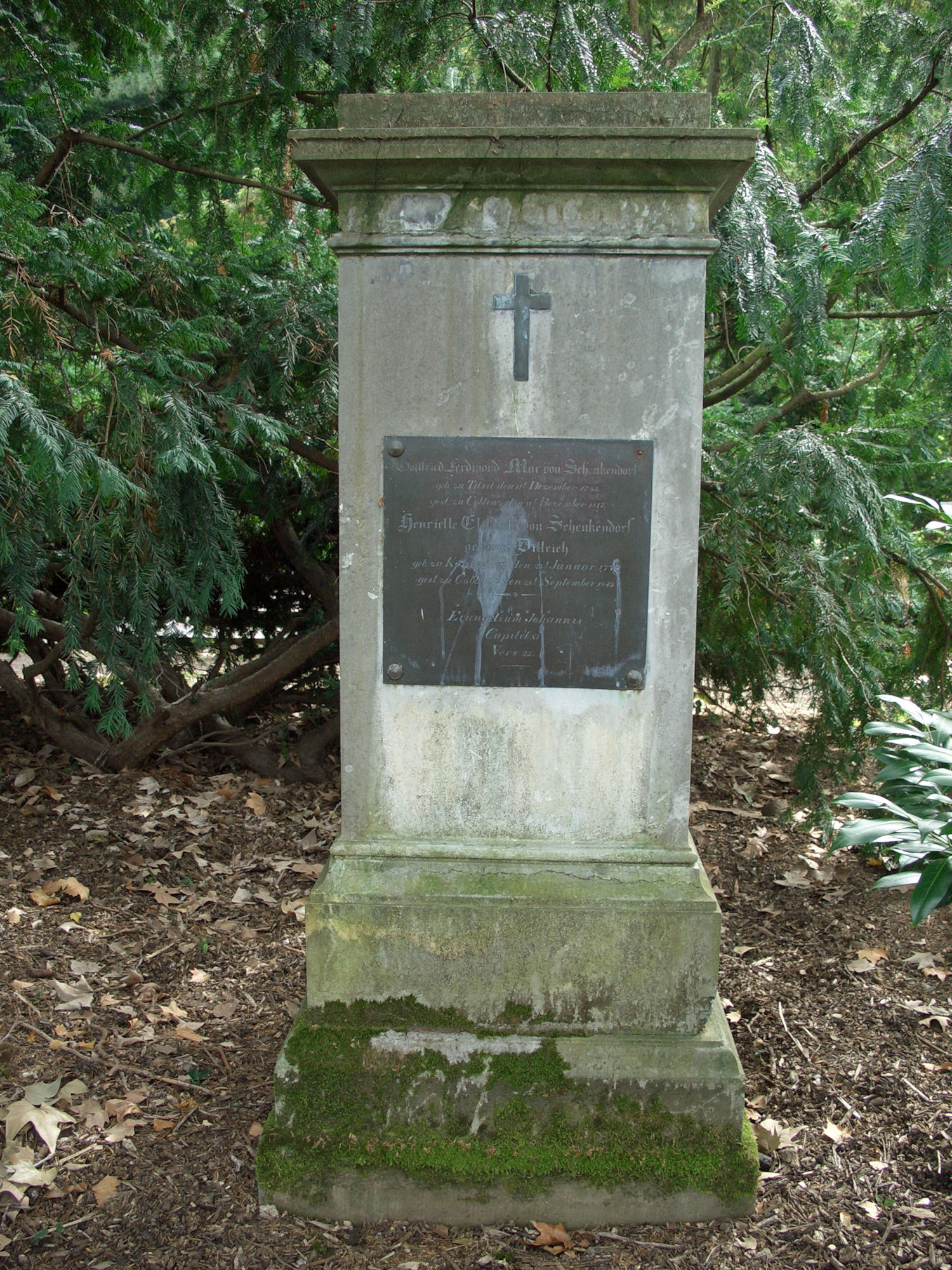
Grabmal von Max von Schenkendorf (1783–1817)
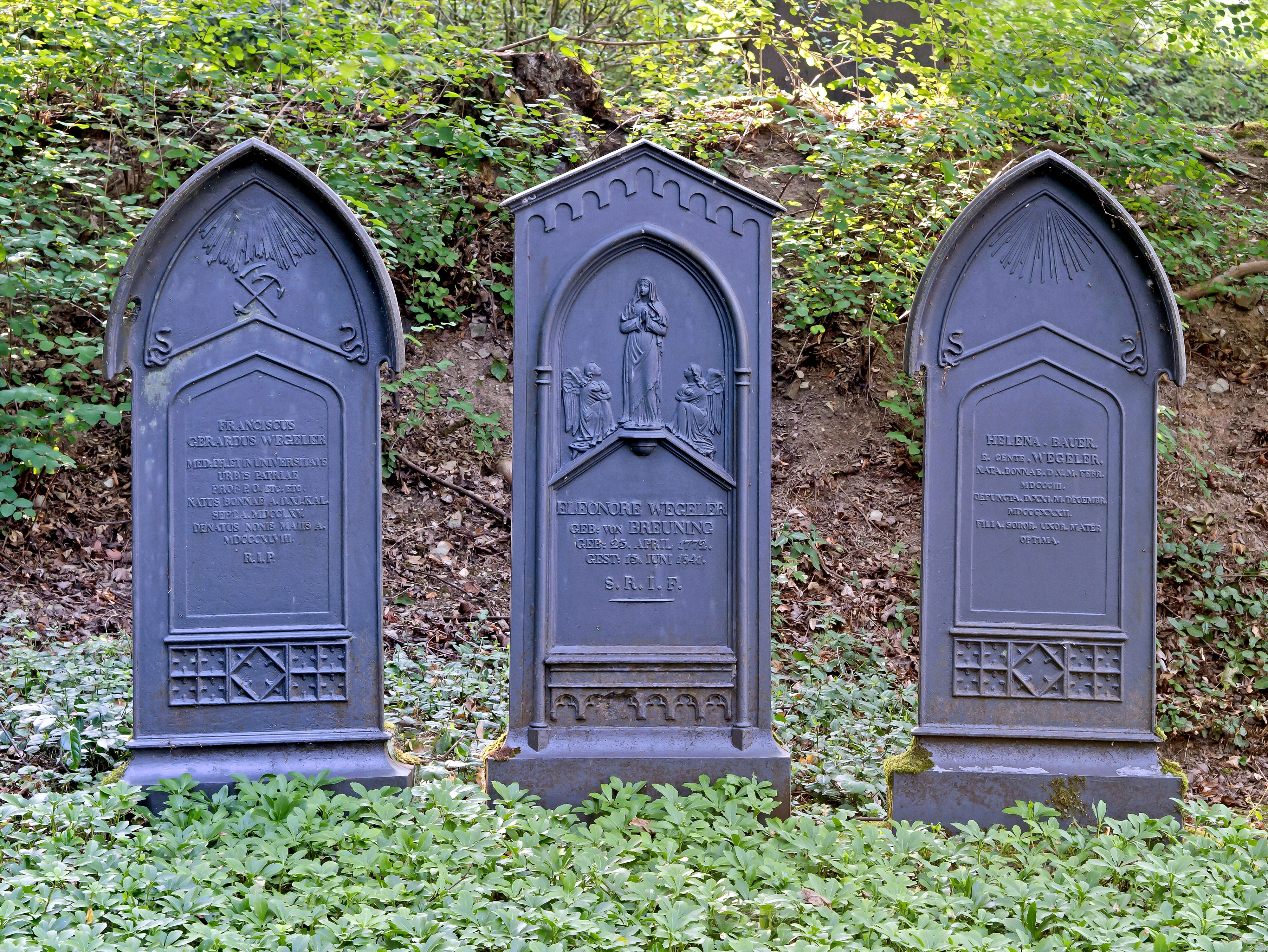
Grabstätte von Franz Gerhard Wegeler, seiner Gattin Eleonore und ihrer Tochter Helena
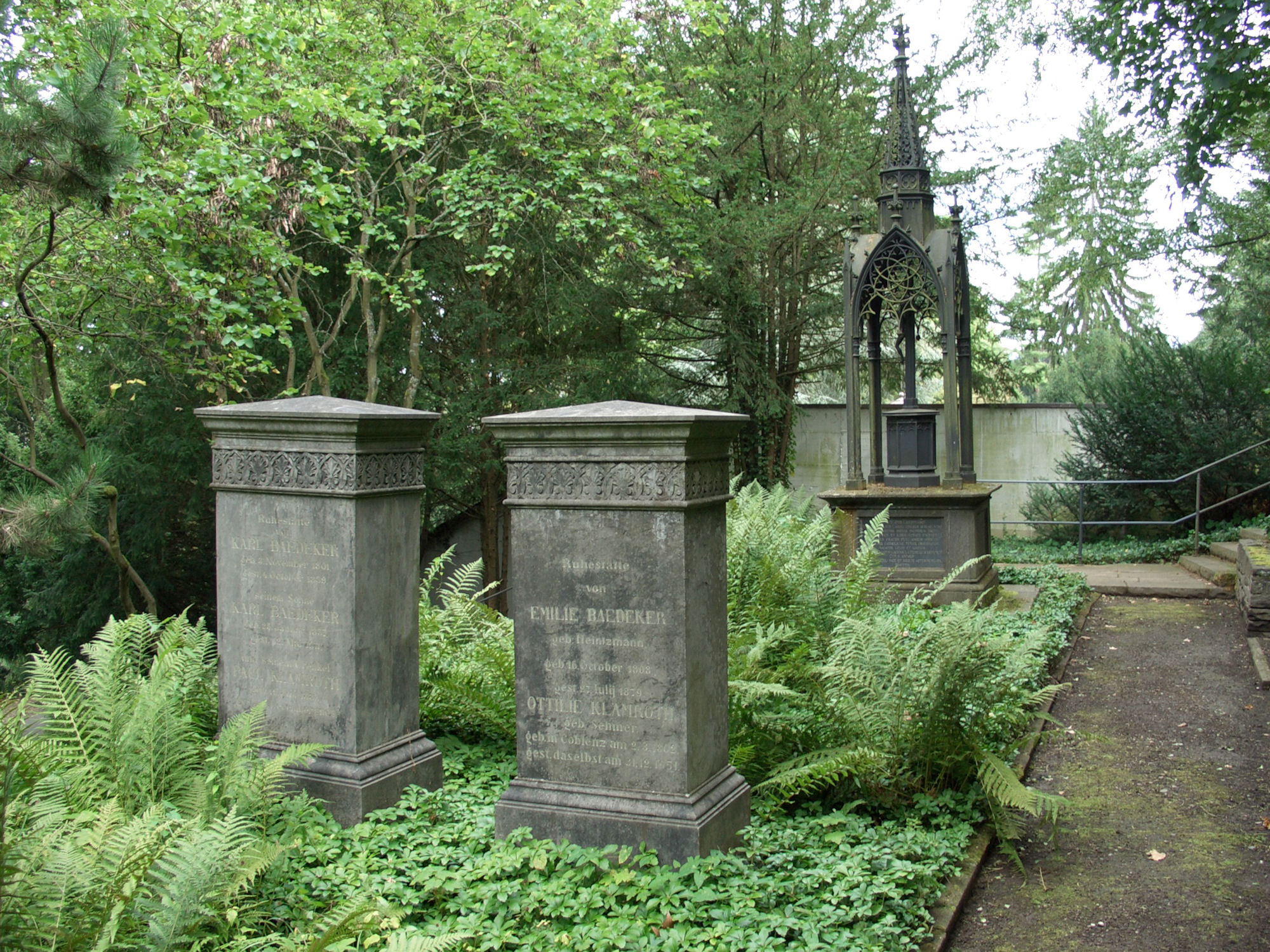
Grabmale von Karl Baedeker (1801–1859) und dem Pfarrer Carl Albrecht (1746–1833, Pfarrei Liebfrauen) im Hintergrund
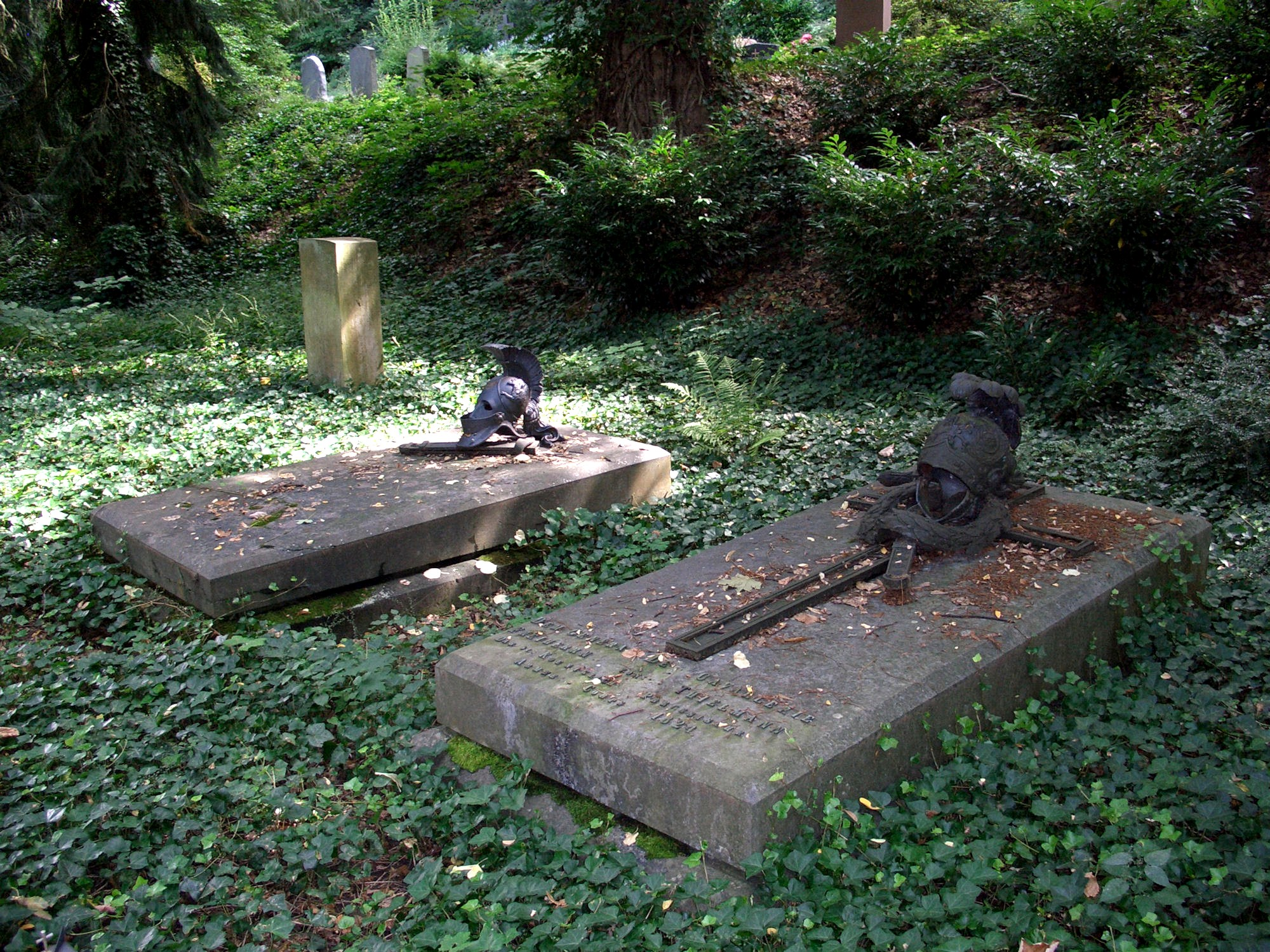
Die Grabmale der preußischen Generäle August Karl von Goeben, Karl Gustav Julius von Griesheim und Johann Adolf von Thielmann
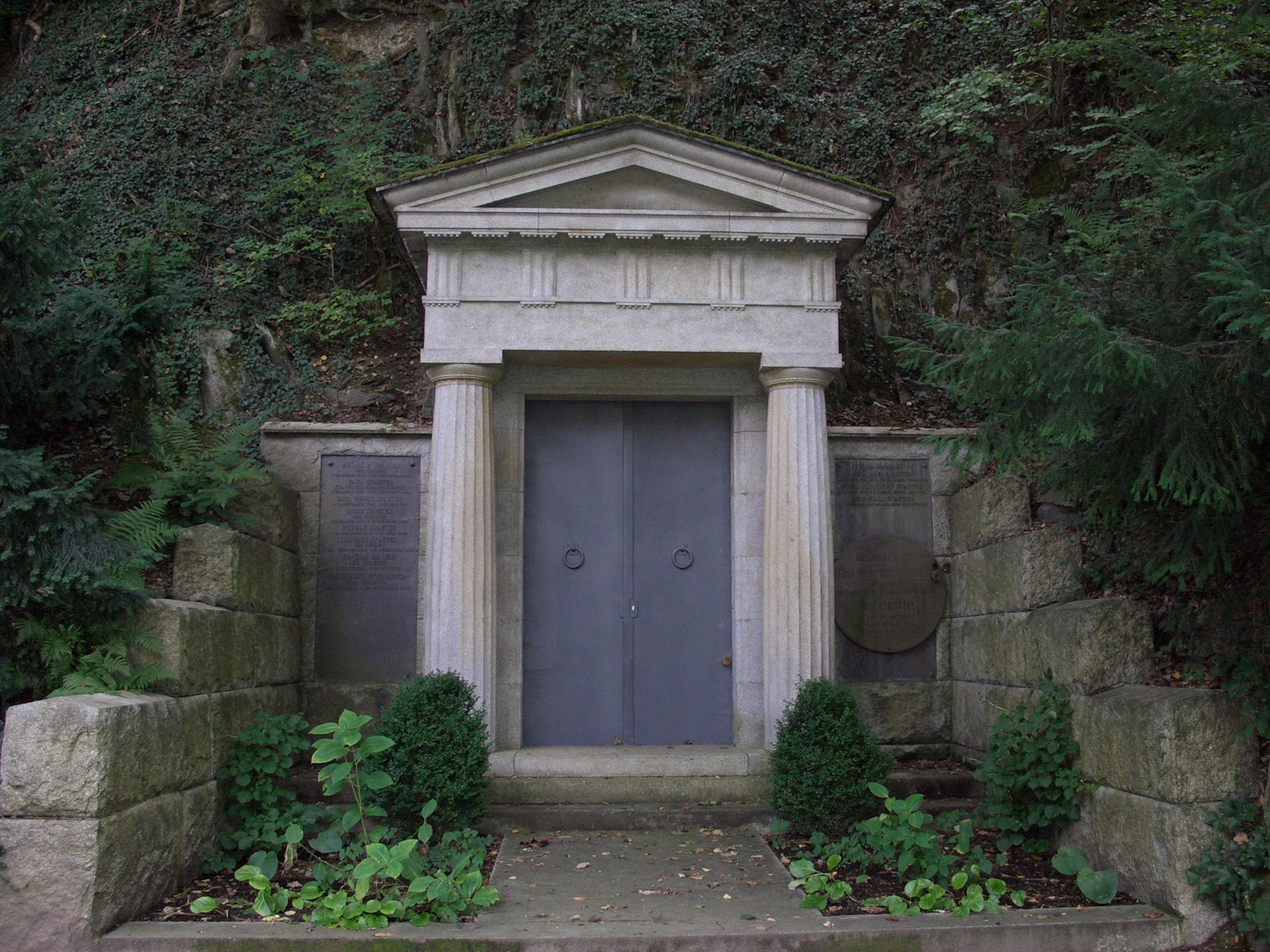
Gruft der Familie Spaeter, um 1900 erbaut
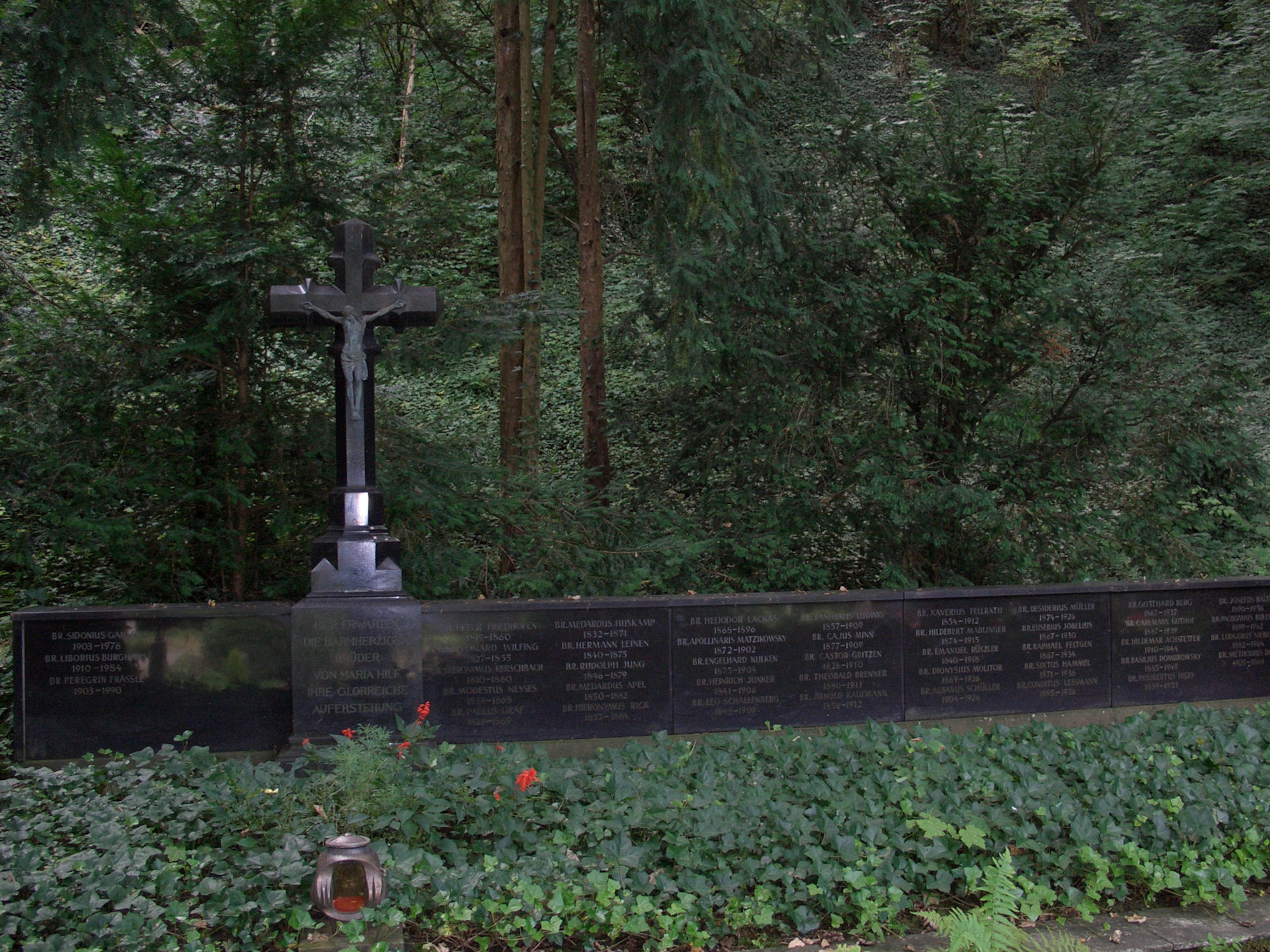
Grabmal der Barmherzigen Brüder von Maria-Hilf
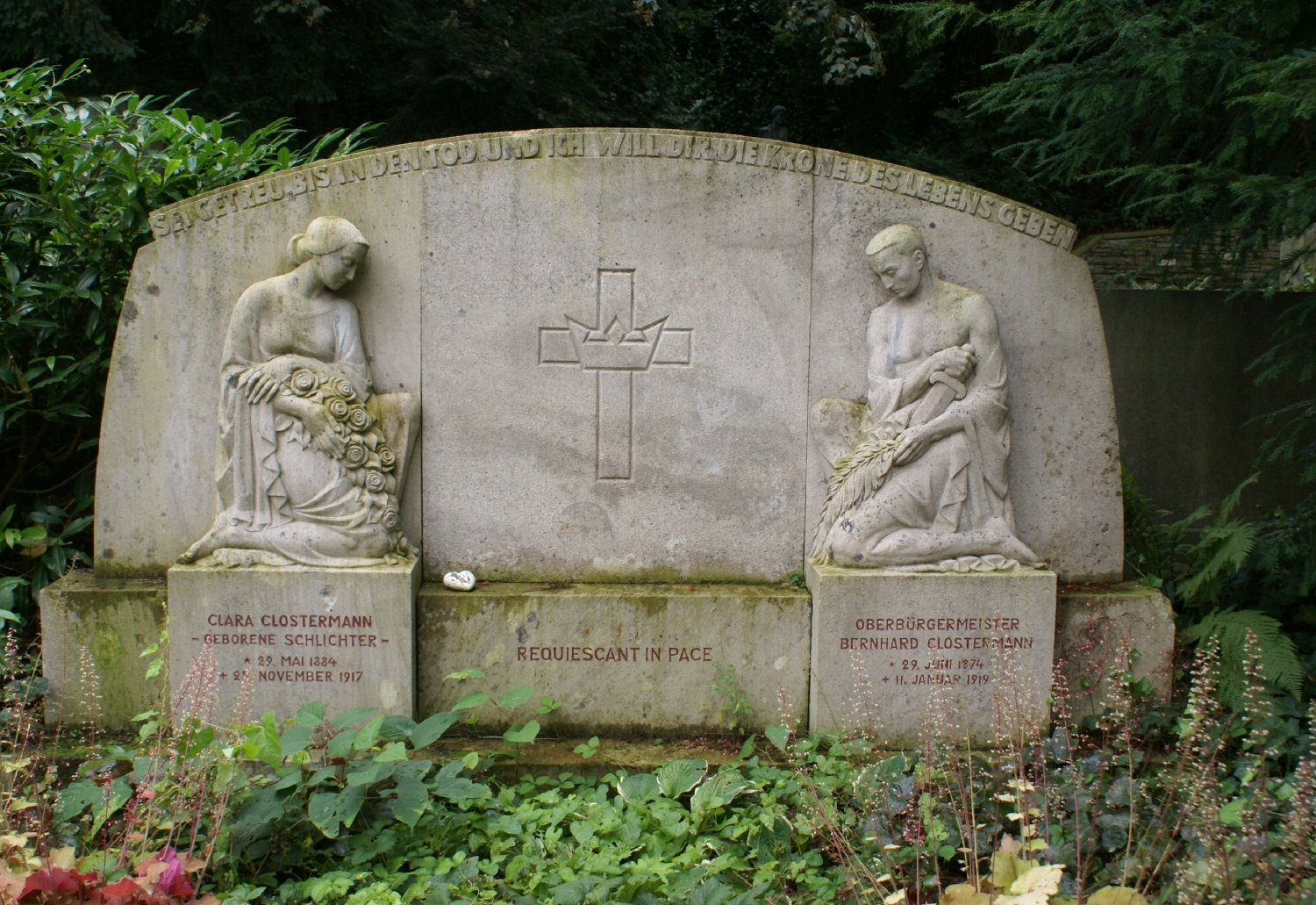
Grab des Koblenzer Oberbürgermeisters Bernhard Clostermann (1874–1919)
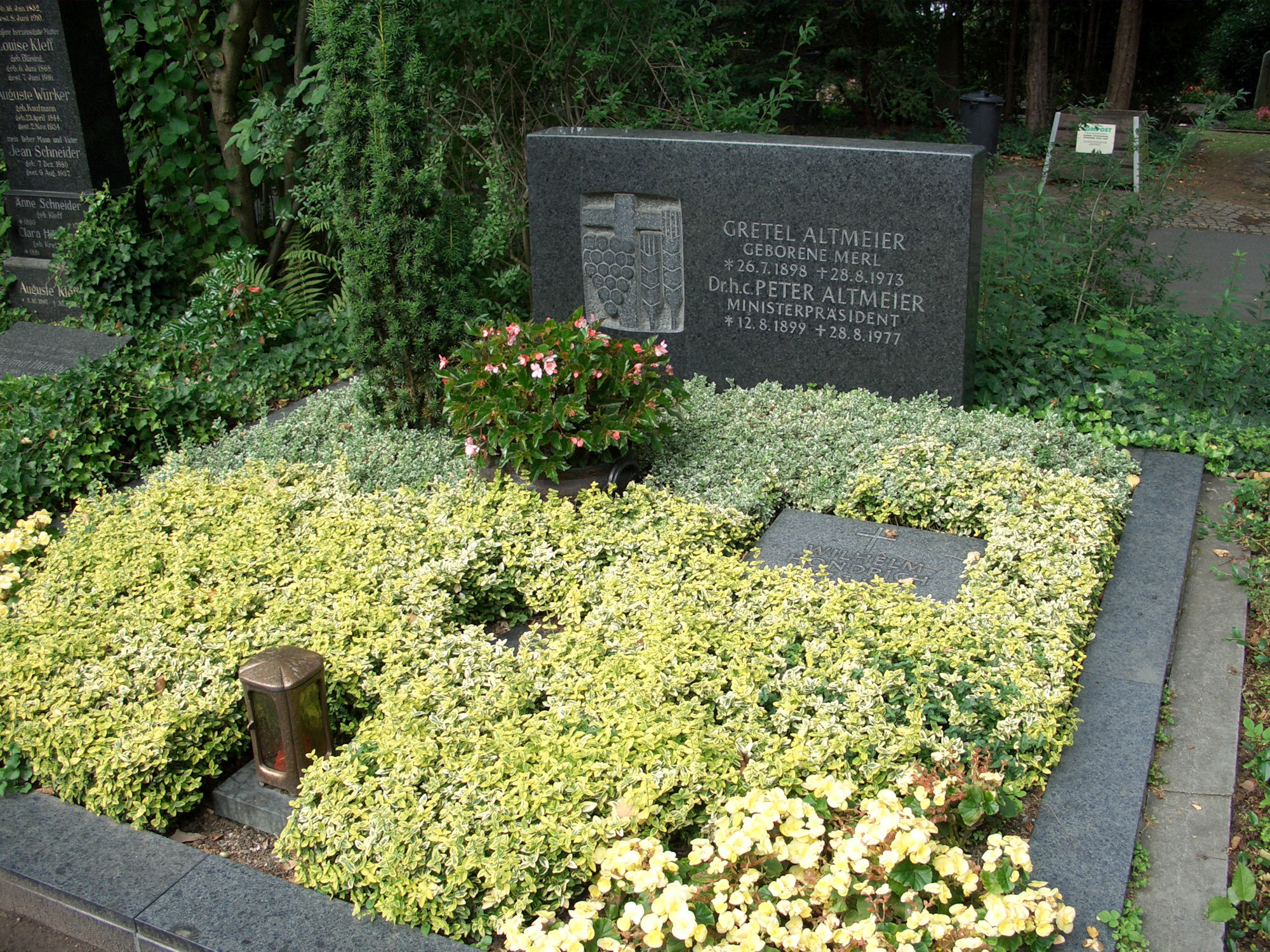
Grab des Ministerpräsidenten Peter Altmeier (1899–1977)
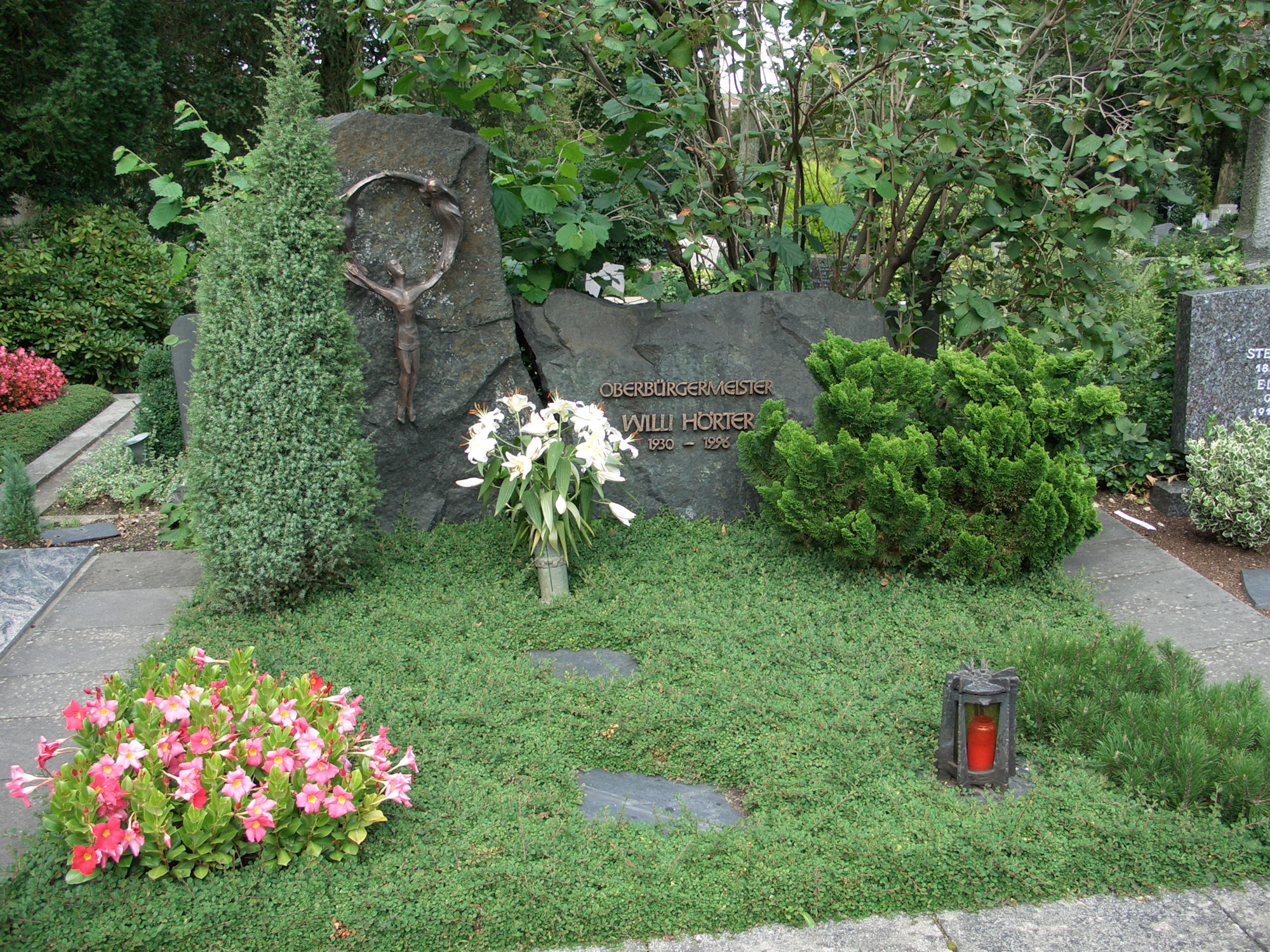
Grab des Koblenzer Oberbürgermeisters Willi Hörter (1930–1996)

### Ehrenmäler

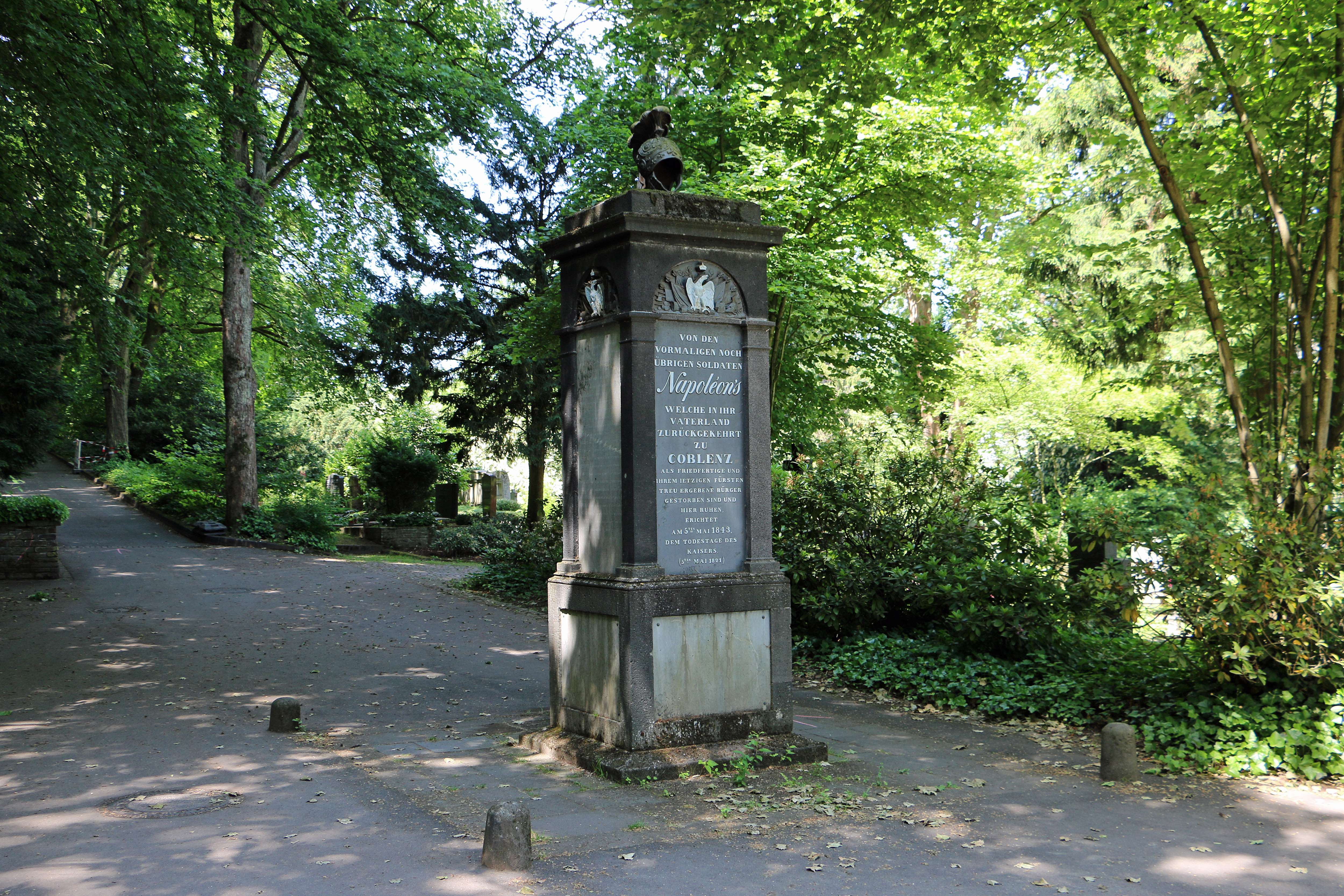
Denkmal für die deutschen Veteranen der Armee Napoleons, sogenannter Napoleonstein

- Napoleonstein, Denkmal für die deutschen Veteranen der Armee Napoleons (1843)
- Alliierten-Ehrenfriedhof (ab 1870)
  - Antikisierende Stele aus hellem Sandstein für gestorbene französische Kriegsgefangene aus dem Deutsch-Französischen Krieg von 1870/71
  - Holzkreuz auf einem Sockel aus rotem Sandstein (1885 errichtet) für gestorbene französische Kriegsgefangene aus dem Deutsch-Französischen Krieg von 1870/71
  - Alliiertendenkmal (Ententedenkmal) auf der Spitze eines aufgeschütteten Hügels, Obelisk aus Muschelkalk vom französischen Bildhauer Paul Moreau-Vauthier auf Anregung des Präsidenten der Interalliierten Rheinlandkommission 1927 geschaffen
  - Russische Gedenkstätte, altarartiger Block aus rotem Sandstein mit umlaufenden kyrillischen Schriftband für gestorbene osteuropäische Gefangene und Zwangsarbeiter, 1950 im Auftrag der sowjetischen Botschaft in Bonn errichtet
  - Kapelle aus Kalksteinquadern, westlich oberhalb des Alliierten-Ehrenfriedhof gelegen; eine Stiftung von Kaiserin Augusta für gestorbene französische Kriegsgefangene aus dem Deutsch-Französischen Krieg von 1870/71[3]
- Ehrenfriedhof 1914–1918 für die Gefallenen des Ersten Weltkrieges
- Ehrenstätte in Form eines Sarkophages für die acht Toten des Luftangriffs auf Koblenz am 12. März 1918
- Ehrengrab für Tote der Brückenkatastrophe in Lützel während der Rheinland-Befreiungsfeier am 22. Juli 1930
- Ehrenstätte für die Gefallenen des Zweiten Weltkrieges mit einer Ehrenhalle in der Batterie Hübeling (Teil der Festung Koblenz), die auch die zivilen Kriegstoten von Koblenz ehrt (1954–1956)
- Hochkreuz des Ostens, Gedenkkreuz für Opfer der Vertreibung der Deutschen aus den Ostgebieten (1950er Jahre)

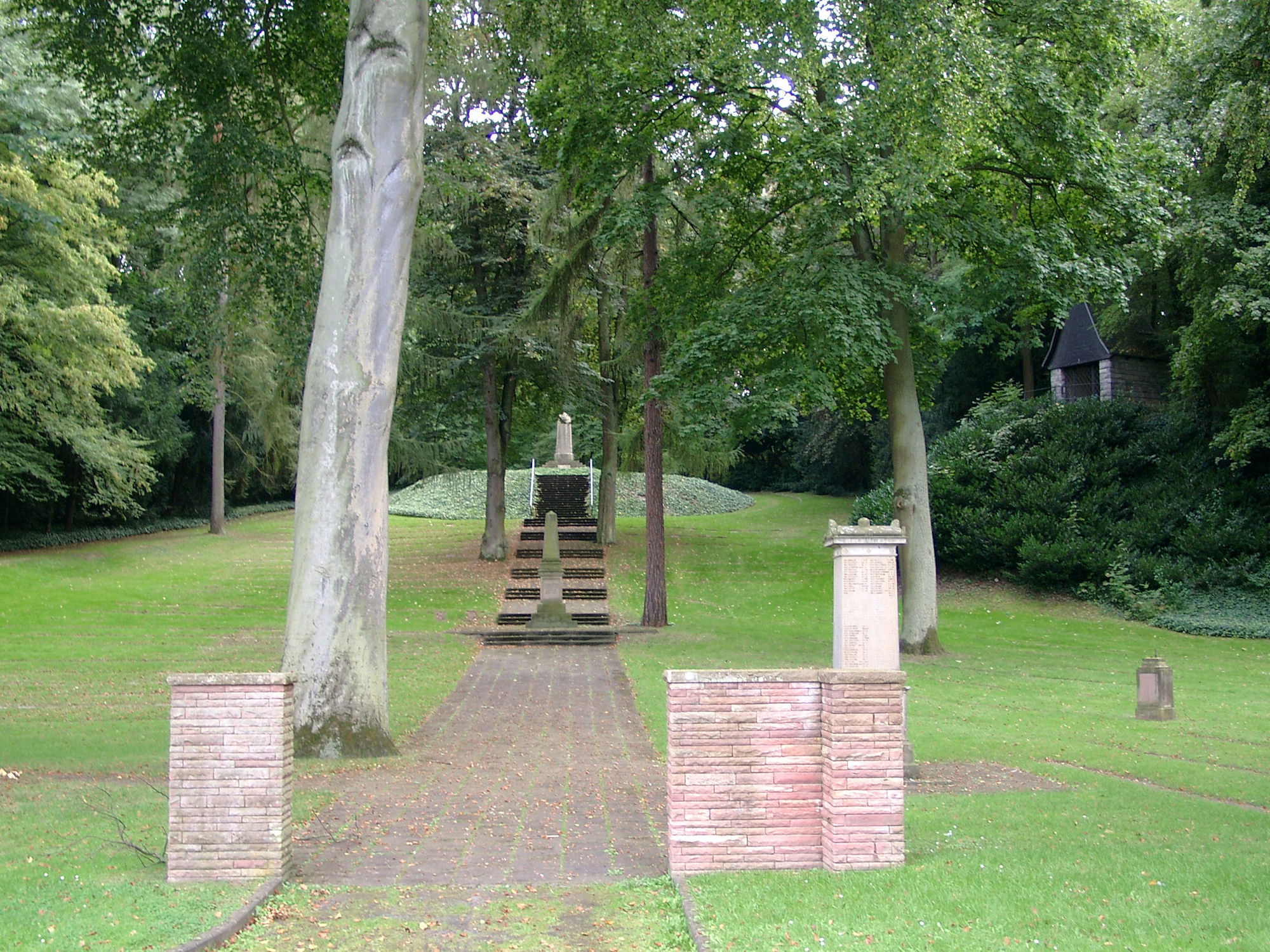
Alliierten-Ehrenfriedhof
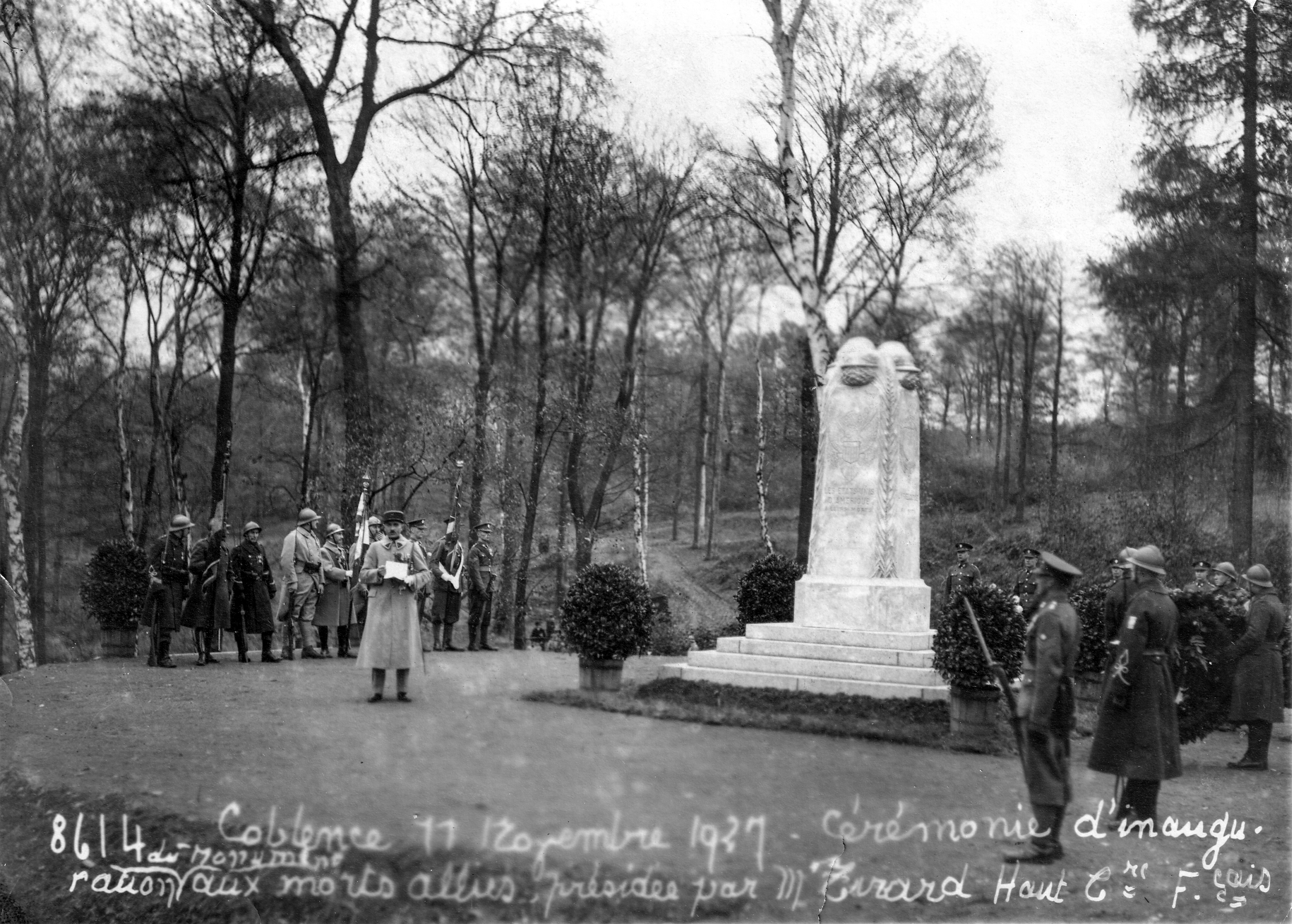
Einweihung des Entente-Denkmals, 11. November 1927
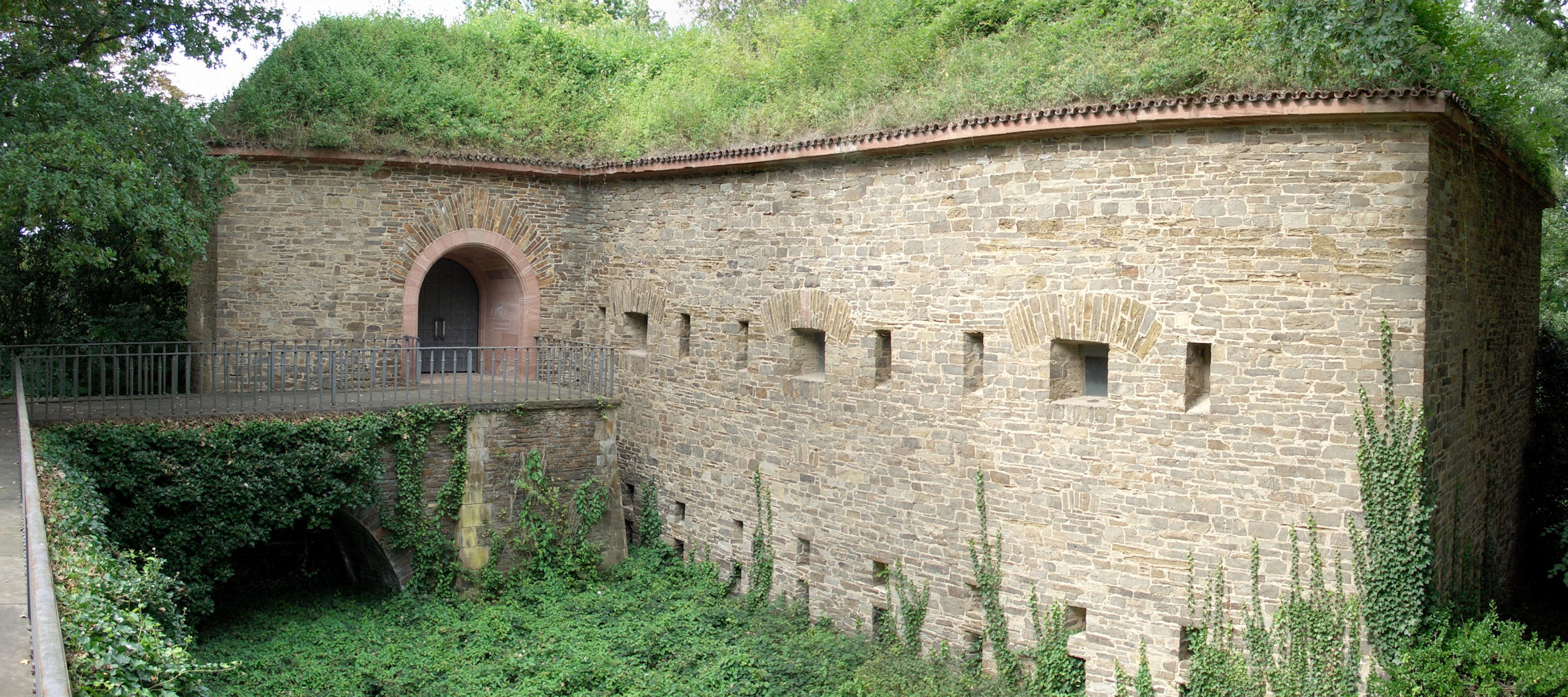
Die Batterie Hübeling beherbergt die Ehrenstätte für die Gefallenen des Zweiten Weltkrieges

### Sternenfeld für tot geborene Kinder
Als Ort des Gedenkens tot geborener Kinder besteht auf dem Hauptfriedhof Koblenz ein „Sternenfeld für die Allerkleinsten“. Der Eigenbetrieb Grünflächen und Bestattungswesen der Stadt Koblenz legte in Zusammenarbeit mit katholischen und evangelischen Seelsorgern und Seelsorgerinnen zweier Koblenzer Kliniken den Platz für einen würdevollen Abschied von diesen Kindern an. Für Totgeborene unter 500 Gramm Geburtsgewicht besteht keine Bestattungspflicht. Die Eltern können jedoch wählen, ob sie die Beisetzung in einem Kindergrab, in einem Familiengrab oder die Sammelbeisetzung wie im Sternenfeld wünschen.
Viermal im Jahr findet an dem Sternenfeld in Koblenz ein Gottesdienst mit Beisetzung einer Urne statt. Ein Holzstern mit dem Datum der Beisetzung markiert die Stelle der Urne. Auf einem gepflasterten Streifen können Blumen, Kerzen oder Gegenstände der Erinnerung wie Spielzeug abgestellt beziehungsweise abgelegt werden. Für die Trauernden gibt es Sitzmöglichkeiten und eine Wand der Erinnerung, eine einfache Holzwand mit Konsolen für Blumen.

### Arboretum
Das in den 1980er Jahren unter Gartenbaudirektor Wilhelm Wolf angelegte Arboretum Koblenz (Baumlehrpfad), das über 500 Baum- und Straucharten umfasst, zieht sich über den östlichen Hang des Friedhofsgeländes bis hinauf auf die Karthause. Hauptattraktion ist die Scheibe eines Riesenmammutbaums im Eingangsbereich (Beatusstraße).

## Denkmalschutz
Der Hauptfriedhof Koblenz ist ein geschütztes Kulturdenkmal nach dem Denkmalschutzgesetz (DSchG) und in der Denkmalliste des Landes Rheinland-Pfalz eingetragen. Er liegt in Koblenz-Goldgrube in der Denkmalzone Hauptfriedhof.
Seit 2002 ist der Hauptfriedhof Koblenz Teil des UNESCO-Welterbes Oberes Mittelrheintal.